# Ascidia alisea
Ascidia alisea är en sjöpungsart som beskrevs av Monniot, F. och Monniot, C. 2006. Ascidia alisea ingår i släktet Ascidia och familjen Ascidiidae. Inga underarter finns listade i Catalogue of Life.